# Toki-kin急行 好きだよ!好きやねん
『Toki-Kin急行 好きだよ!好きやねん』（トキキンきゅうこう すきだよ すきやねん）は、1996年10月16日から1997年3月12日までTBS系列で放送されていたTBS製作のバラエティ番組である。放送時間は毎週水曜22:00 - 22:54 （日本標準時）。
TOKIOとKinKi Kidsをメインに据えていた番組で、彼らが街頭の一般人と体力ゲームで擬似的に戦うストリートファイトのコーナーや、かつて同系列局で放送されていた歌番組『ザ・ベストテン』のパロディコーナー、そしてふかわりょうの指導の下で「小心者克服講座」に挑戦するコーナーなどがあった。

## 主なコーナー
TOKIOドラマ「なんとかなるさ！」
TOKIO主演による本格的なドラマコーナー。演奏シーンなどが盛り込まれており、ドラマ収録の舞台裏なども放送していた。7話まで収録されていたようだが、6話で打ち切られた。
KinKi Kidsコント
KinKi Kidsによるコントコーナー。2人がそれぞれ様々な扮装をし、シチュエーション設定を基にコントを展開していく。
「なんでやねん」
KinKi Kidsがスタジオの観客の質問に答えつつ、トークを展開していくコーナー。
「ザ・ラブレター」
TOKIOとKinKi Kidsによる対決企画で、1人の女性ゲストに対してそれぞれが匿名でラブレターを書き、1つだけ気にいったラブレターを選んでもらう。選ばれた1人は、ご褒美として女性ゲストと2人きりになれた。
「ストリートファイト」
TOKIOとKinKi Kidsによる対決企画で、それぞれ3人ずつ「好きだよチーム」と「好きやねんチーム」に分かれ、街の人と様々な競技（靴紐早結び対決や二重飛び対決など）で対決。ゲストも出演していた。ちなみに、対決するメンバーはTOKIOの城島茂を除いた6名。城島は司会兼レフリーを担当していた。
テーマトーク
TOKIOとKinKi Kidsによる、1つのテーマを基にメンバー全員でトークを展開していくコーナー。
「ザ・ベストテン」
『ザ・ベストテン』のパロディコーナーで、ランクインした曲をその歌手本人の当時の扮装で、歌手本人の過去の映像を織り交ぜながら歌うというもの。KinKi KidsメインのコーナーだがTOKIOも出ており、結成後はめったに見られない彼らの踊りが見られた。なお、このコーナーで表示されるTBSのロゴマークは、1961年から1991年までTBSが使っていた筆記体のロゴだった。

## スタッフ
- 構成：大岩賞介、そーたに、おちまさと、益子強、福原太、ひろせあきら、門司肇・高橋秀樹
- ナレーション：木村匡也
- 技術：秋本浩志
- カメラ：佐藤正幸
- VE：長谷川晃司、高松央
- 音声：若山寛、高場英文
- 照明：田中浩征
- EED：中川隆
- MA：渡辺佳巳
- 音響・選曲：伊藤誠
- 番組宣伝：伏木賢一
- デスク：坂内綾
- 美術プロデューサー：和田一郎
- 美術デザイナー：橘野永、西條貴子
- 美術制作：安田和郎
- 装置：館山道雄
- 電飾：真鍋明
- 装飾：飯島義次
- 衣裳：吉田邦明
- スタイリスト：四方修平
- 持道具：貞中照美
- ヘアーメイク：アートメイク・トキ
- TK：鈴木弘子
- コレオグラファー：SANCHE
- 制作協力：ジャニーズ事務所（ジャニー喜多川）
- AP：王堂健一、椛沢節子
- 演出補：平田さおり、常藤誠
- ディレクター：中野匡人、海本泰、近藤誠、大野透、豊島浩行、丹羽信幸、土井聡司、川口央
- 演出：遠藤環
- プロデューサー：渡辺香
- 製作著作：TBS

## 関連番組
- バリキン7 賢者の戦略：同時期にスタートしたKinKi Kids出演のゲーム番組。
- TOKIO HEADZ!：この番組の終了後にスタートしたTOKIO出演のバラエティ番組。放送曜日は同じく水曜日だが、こちらは深夜に放送されていた。

| TBS 水曜22:00枠 | TBS 水曜22:00枠                                                     | TBS 水曜22:00枠                                          |
| 前番組 | 番組名                                                              | 次番組                                                   |
| --- | ------------------------------------------------------------------- | -------------------------------------------------------- |
| スペースJ （1994年10月12日 - 1996年9月11日） ※21:00 - 22:25浪漫紀行・地球の贈り物 （1994年4月13日 - 1996年9月18日） ※22:25 - 22:54 | Toki-Kin急行 好きだよ!好きやねん （1996年10月16日 - 1997年3月12日） | 所さんの20世紀解体新書 （1997年4月16日 - 1998年8月26日） |